# Коулс (окръг, Илинойс)
Окръг Коулс (на английски: Coles County) е окръг в щата Илинойс, Съединени американски щати. Площта му е 1321 km², а населението - 53 196 души (2000). Административен център е град Чарлстън.